# Joey Saputo
 (février 2012).
Si vous disposez d'ouvrages ou d'articles de référence ou si vous connaissez des sites web de qualité traitant du thème abordé ici, merci de compléter l'article en donnant les références utiles à sa vérifiabilité et en les liant à la section « Notes et références ».
Giuseppe « Joey » Saputo, né le 25 septembre 1964, est un homme d'affaires québécois, actuel propriétaire du CF Montréal, qui joue présentement dans la Major League Soccer. Il possède des intérêts dans la compagnie Saputo, fondée par son père Lino Saputo.
Le 15 octobre 2014, Joey Saputo devient copropriétaire du Bologne FC 1909 avec l'avocat new-yorkais Joe Tacopina, qui assure la présidence du club italien, au sein du consortium BFC 1909 Lux Spv.
Moins d’un an plus tard, soit le 19 septembre 2015, à la suite du retour du Bologne FC en Serie A, Joe Tacopina quitte le consortium en cédant le poste de président à Joey Saputo
.

## Implication
Joey Saputo est beaucoup impliqué dans l'organisme sans but lucratif PROCURE, dont il est administrateur au sein du conseil d’administration.